# Liste des régions des États-Unis
Cet article est une liste de certaines régions des États-Unis. De nombreuses régions sont définies par des lois ou des règlements du gouvernement fédéral, d'autres par une culture et une histoire partagées et d'autres par des facteurs économiques.

## Régions inter-états

### Régions et divisions définies par le Bureau du recensement

Les régions et divisions du Bureau de recensement des États-Unis

Le Bureau américain du recensement définit quatre régions statistiques, avec neuf divisions. Les régions du Bureau de recensement sont « largement utilisées… pour la collecte et l'analyse des données », et est le système de classification le plus couramment utilisé,,,.
- Région 1: Nord-Est
  - Division 1: Nouvelle-Angleterre (Connecticut, Maine, Massachusetts, New Hampshire, Rhode Island et Vermont)
  - Division 2: Mid-Atlantic (New Jersey, New York et Pennsylvanie)
- Région 2: Midwest (avant juin 1984, la région du Midwest était désignée comme région du Centre-Nord)[6].
  - Division 3: Est-Nord Central (Illinois, Indiana, Michigan, Ohio et Wisconsin)
  - Division 4: Ouest-Nord Central (Iowa, Kansas, Minnesota, Missouri, Nebraska, Dakota du Nord et Dakota du Sud)
- Région 3: Sud
  - Division 5: Atlantique Sud (Delaware, Floride, Géorgie, Maryland, Caroline du Nord, Caroline du Sud, Virginie, District de Columbia et Virginie-Occidentale)
  - Division 6: Est-Sud Central (Alabama, Kentucky, Mississippi et Tennessee)
  - Division 7: Ouest-Sud Central (Arkansas, Louisiane, Oklahoma et Texas)
- Région 4: Ouest
  - Division 8: Montagne (Arizona, Colorado, Idaho, Montana, Nevada, Nouveau-Mexique, Utah et Wyoming)
  - Division 9: Pacifique (Alaska, Californie, Hawaï, Oregon et Washington)

Porto Rico et les autres territoires des États-Unis ne font partie d'aucune région ou division de recensement.

### Régions fédérales standard

Régions fédérales standard

Les dix régions fédérales standard ont été établies par la circulaire A-105 du Bureau de la gestion et du budget (Office of Management and Budget ou OMB), "Régions fédérales standard", en avril 1974, et exigées pour toutes les agences exécutives fédérales. Ces dernières années, certaines agences ont adapté leurs structures sur le terrain pour répondre aux besoins de leurs programmes et faciliter l'interaction avec leurs interlocuteurs locaux, d'État et régionaux. Cependant, l'OMB doit toujours approuver tout départ.
- Région I: Connecticut, Maine, Massachusetts, New Hampshire, Rhode Island, Vermont
- Région II: New Jersey, New York, Puerto Rico, îles Vierges américaines
- Région III: Delaware, District de Columbia, Maryland, Pennsylvanie, Virginie, Virginie-Occidentale
- Région IV: Alabama, Floride, Géorgie, Kentucky, Mississippi, Caroline du Nord, Caroline du Sud, Tennessee
- Région V: Illinois, Indiana, Michigan, Minnesota, Ohio, Wisconsin
- Région VI: Arkansas, Louisiane, Nouveau-Mexique, Oklahoma, Texas
- Région VII: Iowa, Kansas, Missouri, Nebraska
- Région VIII: Colorado, Montana, Dakota du Nord, Dakota du Sud, Utah, Wyoming
- Région IX: Arizona, Californie, Hawaï, Nevada, Samoa américaines, Guam, Îles Mariannes du Nord
- Région X: Alaska, Idaho, Oregon, Washington

Remarque: la circulaire A-105 de l'OMB a été annulée le 8 juin 1995.

### Réserves fédérales des États-Unis

Districts de la Réserve fédérale.

Le Federal Reserve Act (en) de 1913 a divisé le pays en douze districts avec une banque de la Réserve fédérale dans chaque district. Ces douze banques de réserve fédérale forment ensemble une part importante du système de réserve fédérale, le système bancaire central des États-Unis. Le Missouri est le seul États des États-Unis à avoir deux sites de la Réserve fédérale à l'intérieur de ses frontières, car certains États sont divisés dans plusieurs districts.
1. Boston (en)
2. New York
3. Philadelphie (en)
4. Cleveland
5. Richmond
6. Atlanta
7. Chicago
8. Saint Louis
9. Minneapolis
10. Kansas City
11. Dallas (en)
12. San Francisco (en)

### Fuseaux horaires

Fuseaux horaires américains. (Certains fuseaux horaires américains ne figurent pas sur cette carte.)

- UTC − 12: 00 (Baker Island, Howland Island)
- Fuseau horaire Samoa (Samoa américaines, Jarvis Island, Kingman Reef, Midway Atoll, Palmyra Atoll)
- Fuseau horaire d'Hawaï et des Aléoutiennes (« Hawaï Time », Hawaï, Îles Aléoutiennes (partie alaskane), atoll Johnston)
- Fuseau horaire de l'Alaska (Alaska Time Zone, Alaska, à l'exclusion des îles Aléoutiennes)
- Fuseau horaire du Pacifique (Pacific Time Zone)
- Fuseau horaire des Rocheuses (Mountain Time Zone)
- Fuseau horaire du Centre (Central Time Zone)
- Fuseau horaire de l'Est (East Time Zone)
- Fuseau horaire de l'Atlantique (Puerto Rico, Îles Vierges américaines)
- Fuseau horaire de Chamorro (Guam, Îles Mariannes du Nord)
- Fuseau horaire de Wake Island (Wake Island)

### Circuits des cours d'appel
- Premier circuit
- Deuxième circuit
- Troisième circuit
- Quatrième circuit
- Cinquième circuit
- Sixième circuit
- Septième circuit
- Huitième circuit
- Neuvième circuit
- Dixième circuit
- Onzième circuit
- Circuit DC

Circuits des cours d'appel des États-Unis.

Le Circuit fédéral n'est pas un circuit régional. Sa juridiction est nationale mais est basée sur le sujet traité.

### Régions du Bureau d'analyse économique

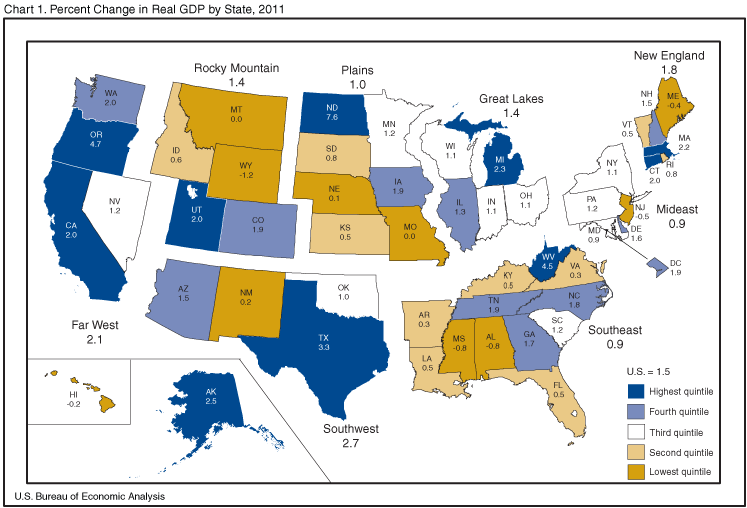
Bureau of Economic Régions du bureau d'analyse économique

Le Bureau d'analyse économique définit des régions pour des comparaison des données économiques.
- Nouvelle-Angleterre: Connecticut, Maine, Massachusetts, New Hampshire, Rhode Island et Vermont
- Moyen-Orient: Delaware, District de Columbia, Maryland, New Jersey, New York et Pennsylvanie
- Grands Lacs: Illinois, Indiana, Michigan, Ohio et Wisconsin
- Plaines: Iowa, Kansas, Minnesota, Missouri, Nebraska, Dakota du Nord et Dakota du Sud
- Sud-est: Alabama, Arkansas, Floride, Géorgie, Kentucky, Louisiane, Mississippi, Caroline du Nord, Caroline du Sud, Tennessee, Virginie et Virginie-Occidentale
- Sud-ouest: Arizona, Nouveau-Mexique, Oklahoma et Texas
- Rocheuses: Colorado, Idaho, Montana, Utah et Wyoming
- Far West: Alaska, Californie, Hawaï, Nevada, Oregon et Washington

### Administration de l'information sur l'énergie
L'administration d'information sur l'énergie utilise actuellement le systeme PADD (Petroleum Administration for Defense Districts) établi par l'administration du pétrole pour la guerre durant la Seconde Guerre mondiale. Il l'utilise pour la collecte de données sur le pétrole raffiné et ses produits. Chaque PADD est divisé en districts de raffinage.
- PADD I : Côte Est
  - Côte est : Maine, New Hampshire, Vermont, Massachusetts, Rhode Island, Connecticut, New Jersey, Delaware, Maryland, Virginie, Caroline du Nord, Caroline du Sud, Géorgie, Floride, Floride; ainsi que les comtés de New York à l'est, au nord et y compris Cayuga, Tompkins et Chemung ; et les comtés de Pennsylvanie à l'est et incluant Bradford, Sullivan, Columbia, Montour, Northumberland, Dauphin et York.
  - Appalaches n° 1 : Virginie-Occidentale ainsi que les comtés de Pennsylvanie et de l'État de New York non mentionnés ci-dessus.
- PADD II : Midwest
  - Indiana-Illinois-Kentucky : Indiana, Illinois, Kentucky, Tennessee, Michigan, Ohio
  - Minnesota-Wisconsin-Dakota du Nord et du Sud : Minnesota, Wisconsin, Dakota du Nord, Dakota du Sud
  - Oklahoma-Kansas-Missouri : Oklahoma, Kansas, Missouri, Nebraska, Iowa
- PADD III : côte du golfe
  - Texas Gulf Coast : les comtés texans de Newton, Orange, Jefferson, Jasper, Tyler, Hardin, Liberty, Chambers, Polk, San Jacinto, Montgomery, Harris, Galveston, Waller, Fort Bend, Brazoria, Wharton, Matagorda, Jackson, Victoria, Calhoun, Refugio, Aransas, San Patricio, Nueces, Kleberg, Kenedy, Willacy et Cameron
  - Texas Inland : comtés texans non mentionnés ci-dessus.
  - Côte du golfe de Louisiane : paroisses de la Louisiane au sud de Vernon, Rapides, Avoyelles, Pointe Coupée, Feliciana Ouest, Feliciana Est, Sainte-Hélène, Tangipahoa et Washington ; avec Pearl River, Stone, George, Hancock, Harrison et Jackson County of Mississippi; et le comté d'Alabama's Mobile et Baldwin.
  - Nord de la Louisiane-Arkansas : Arkansas et parties de la Louisiane, du Mississippi et de l'Alabama non mentionnées ci-dessus.
  - Nouveau-Mexique : Nouveau-Mexique
- PADD IV : Rocky Mountain : Colorado, Montana, Idaho, Wyoming, Utah
- PADD V : côte ouest : Washington, Oregon, Californie, Nevada, Arizona, Alaska, Hawaï [10]

Le PADD I peut également être subdivisé en 3 sous-districts :
- Sous-PAD 1A : Nouvelle-Angleterre (Connecticut, Maine, Massachusetts, New Hampshire, Rhode Island, Vermont)
- Sous-PAD 1B : Atlantique central (Delaware, Maryland, New Jersey, New York, Pennsylvanie, District de Columbia)
- Sous-PAD 1C : Basse-Atlantique (Floride, Géorgie, Caroline du Nord, Caroline du Sud, Virginie, Virginie-Occidentale)[11]

### Service de recherche agricole

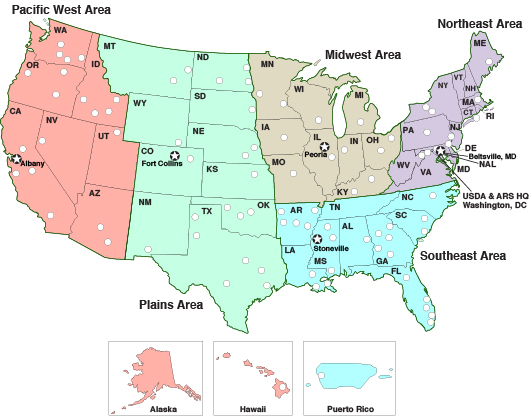
Carte américaine des cinq régions ARS (USDA)

Le Service de recherche agricole (Agricultural Research Service ou ARS) est la branche de recherche du Département américain de l'Agriculture. L'ARS a divisé son travail en cinq régions géographiques :
- Région du Midwest
- Zone Nord-Est
- Région du Pacifique Ouest
- Région des plaines
- Zone sud-est

### Service des parcs nationaux
Le Service des parcs nationaux divise les États-Unis entre les régions suivantes à des fins internes, :
- Région du nord-est (Connecticut, Delaware, la plupart du Maryland, le Massachusetts, le Maine, le New Hampshire, le New Jersey, New York, la Pennsylvanie, le Rhode Island, le Vermont, la plupart de la Virginie, la plupart de la Virginie-Occidentale)
- Région de la capitale nationale (District de Columbia, une partie du Maryland, une partie de la Virginie, une partie de la Virginie-Occidentale)
- Région du sud-est (Alabama, Floride, Géorgie, Kentucky, Louisiane, Mississippi, Caroline du Nord, Caroline du Sud, Tennessee, Porto Rico, Îles Vierges américaines)
- Région du Midwest (Arkansas, Illinois, Indiana, Iowa, Kansas, Michigan, Minnesota, Missouri, Nebraska, Dakota du Nord, Ohio, Dakota du Sud, Wisconsin)
- Région intermontagnarde (Arizona, Colorado, Montana, Nouveau-Mexique, Oklahoma, Texas, Utah, Wyoming)
- Région du Pacifique (Californie, Hawaï, Idaho, Nevada, Oregon, Washington, Samoa américaines, Guam, Îles Mariannes du Nord)
- Région de l'Alaska (Alaska)

Les îles mineures éloignées des États-Unis ne font partie d'aucune région de l'US National Park Service.

## Régions non officielles multi-états et multi-territoires
- American frontier
- Appalachia
- Ark-La-Tex
- Black Dirt Region
- Border states:
  - Civil War border states
  - International border states
- Calumet Region
- The Carolinas
- Cascadia
- Central United States
- Coastal states
- Colorado Plateaus
- Columbia Basin
- Contiguous United States
- The Dakotas
- Deep South
- Delmarva Peninsula
- Dixie
- Driftless Area
- East Coast
- Eastern United States
- Four Corners
- Great American Desert
- Great Appalachian Valley
- Great Basin
- Great Lakes Region
- Great Plains
- Gulf Coast
- Gulf South
- High Plains
- Interior Plains
- Intermountain States
- Llano Estacado
- Mid-Atlantic states
- Midwestern United States
- Mississippi Delta
- Mojave Desert
- Mormon Corridor
- New England
  - Northern New England
  - Southern New England
- Northeastern United States
- Northern United States
- Northwestern United States
- Ohio Valley
- Ozarks
- Pacific Northwest
  - Inland Northwest
- Pacific States
- Palouse
- Piedmont
- Piney Woods
- Rocky Mountains
  - Southern Rocky Mountains
- Siouxland
- Southeastern United States
- Southern United States
- Southwestern United States
- Old Southwest
- Tornado Alley
- Trans-Mississippi
- Twin Tiers
- Upland South
- Upper Midwest
- Virginias
- Waxhaws
- West Coast
- Western United States

 Il existe également des régions multi-territoires: 
- Îles Mariannes (Guam et Îles Mariannes du Nord)
- Îles Samoa (Samoa américaines) [note 1]
- Îles Vierges (Îles Vierges américaines, est de Porto Rico) [note 2]

### Les ceintures (the Belts)
- Bible Belt
- Coal Belt
- Corn Belt
- Cotton Belt
- Pine Belt
- Rice Belt
- Rust Belt
- Snowbelt
- Sun Belt

### Régions métropolitaines inter-étatiques
- Central Savannah River Area (part of Georgia and South Carolina)
- Baltimore–Washington metropolitan area (District of Columbia and parts of Maryland, Virginia, West Virginia, and Pennsylvania)
  - Washington metropolitan area (District of Columbia and parts of Maryland, Virginia, and West Virginia)
- Greater Boston (parts of Massachusetts, Rhode Island, and New Hampshire)
- Charlotte metropolitan area (parts of North Carolina and South Carolina)
- Chattanooga Metropolitan Area
- Chicago metropolitan area (parts of Illinois, Indiana, and Wisconsin)
- Cincinnati metropolitan area (parts of Ohio, Indiana, and Kentucky)
- Columbus-Auburn-Opelika (GA-AL) Combined Statistical Area (parts of Georgia and Alabama)
- Delaware Valley (Philadelphia metropolitan area) (parts of Pennsylvania, New Jersey, Delaware, and Maryland)
- Evansville, IN–KY Metropolitan Statistical Area (parts of Indiana and Kentucky)
- Fargo–Moorhead (parts of North Dakota and Minnesota)
- Fort Smith metropolitan area (parts of Arkansas and Oklahoma)
- Front Range Urban Corridor (parts of Colorado and Wyoming)
- Greater Grand Forks (part of Minnesota and North Dakota)
- Hartford-Springfield (parts of Connecticut and Massachusetts)
- Kansas City metropolitan area (parts of Missouri and Kansas)
- Louisville metropolitan area (Kentuckiana) (parts of Kentucky and Indiana)
- Memphis metropolitan area (parts of Tennessee, Arkansas, and Mississippi)
- Michiana (parts of Michigan and Indiana)
- Minneapolis–Saint Paul (the Twin Cities) (parts of Minnesota and Wisconsin)
- New York metropolitan area (parts of New York, New Jersey, Connecticut, and Pennsylvania)
- Omaha–Council Bluffs metropolitan area (parts of Nebraska and Iowa)
- Portland metropolitan area (parts of Oregon and Washington)
- Quad Cities (parts of Iowa and Illinois)
- Sacramento metropolitan area (parts of California and Nevada)
- Greater St. Louis (parts of Missouri and Illinois)
- Texarkana metropolitan area (parts of Texas and Arkansas)
- Tri-Cities (parts of Tennessee and Virginia)
- Twin Ports (Duluth, Minnesota and Superior, Wisconsin)
- Hampton Roads region (parts of Virginia and North Carolina)
- Youngstown–Warren–Boardman metropolitan statistical area (parts of Ohio and Pennsylvania)

### Mégalopoles inter-étatiques
- Arizona Sun Corridor
- Californie
- Cascadia
- Grands Lacs
- Mégalopole nord-est
- Mégarégion du Piémont atlantique (PAM)

## Régions intra-étatiques et intra-territoriales

### Alabama

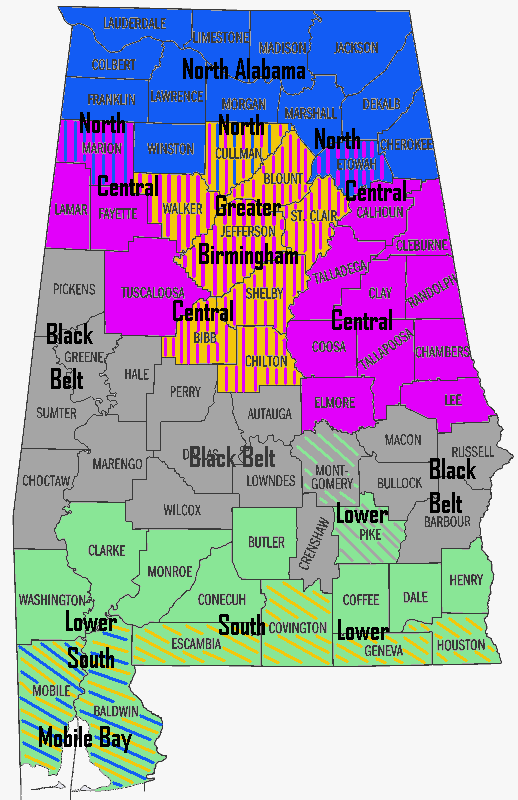
Une carte des régions de l'Alabama.

- Côte du golfe d'Alabama
- Grand Birmingham
- Black Belt (en) (Ceinture noire)
- Centre de l'Alabama
- Alabama inférieur
- Baie de Mobile
- Nord de l'Alabama
- Nord-Est de l'Alabama
- Nord-Ouest de l'Alabama
- Sud de l'Alabama

### Alaska

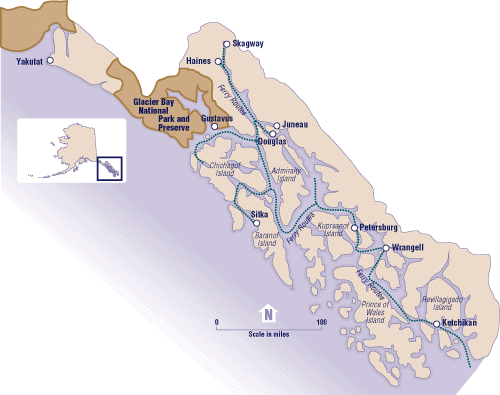
L'Alaska Panhandle

- Intérieur de l'Alaska
- Versant nord de l'Alaska
- Alaska Panhandle
- Îles Aléoutiennes
- Alaska arctique
- La brousse
- Péninsule de Kenai
- Vallée de Matanuska-Susitna
- Péninsule de Seward
- Centre-sud de l'Alaska
- Sud-ouest de l'Alaska
- Vallée de Tanana
- Delta du Yukon-Kuskokwim

### Arizona

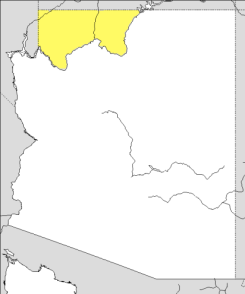
La bande d'Arizona (Arizona Strip)

- Arizona Strip
- Grand Canyon
- Centre-nord de l'Arizona
- Nord-est de l'Arizona
- Nord de l'Arizona
- Zone métropolitaine de Phoenix
- Sud de l'Arizona

### Arkansas
- Delta de l'Arkansas
- Vallée de la rivière Arkansas
- Timberlands de l'Arkansas
- Centre de l'Arkansas
- Crowley's Ridge
- Nord-ouest de l'Arkansas
- Sud de l'Arkansas

### Caroline du Nord
- Ouest de la Caroline du Nord
  - Région des contreforts
    - Montagnes du Sud

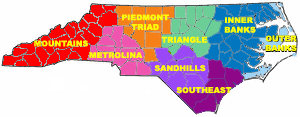
Régions de Caroline du Nord.

    - L'Unifour (région de la vallée de Catawba)

  - High Country (zone Boone)
  - Terre du ciel
    - Région métropolitaine d'Asheville
      - Great Craggy Mountains

    - Montagnes Blue Ridge
      - Montagnes noires
      - Montagnes broussailleuses
      - Monts Great Balsam
      - Montagnes Unaka
      - Montagnes Unicoi

    - Monts Great Smoky
      - Vallée du Tennessee
- Centre de la Caroline du Nord
  - Croissant du Piémont
    - Charlotte métropolitaine (Metrolina)
      - Région du lac Norman

    - Triade métropolitaine du Piémont
      - Montagnes de Sauratown
      - Montagnes Uwharrie
      - Vallée de Yadkin

  - Le triangle de la recherche
    -       - New Hope Valley
      - Triangle Est
- Est de la Caroline du Nord
  - Région métropolitaine de Fayetteville
  - Banques intérieures
    - Albemarle
    - Zone de développement économique mondial TransPark
    - Tidewater

  - Lower Cape Fear (région de Wilmington)
  - Outer Banks
    - Côte de cristal
      - Bogue Banks
      - Down East

  - Sandhills

### Caroline du Sud
- The Lowcountry
- Les Midlands
- The Upstate
- Lieux de voyage / tourisme
  - Grand Strand
  - Pays du lac Murray
  - Les îles Lowcountry; Resort
  - Old 96 District
  - Olde English District
  - Pee Dee
  - Santee Cooper Country
- Autres distinctions géographiques
  - Montagnes Blue Ridge
  - Région métropolitaine de Charleston
  - Côte de Caroline du Sud
  - Région métropolitaine de Columbia
  - Le Piémont
  - Région de Rock Hill, Caroline du Sud
  - Les Sandhills
  - Îles de la mer (Sea Islands)
  - West Ashley

### Colorado

Une carte agrandissable du corridor urbain de Front Range du Colorado et du Wyoming.

- Centre du Colorado (partie des montagnes Rocheuses du Sud)
- Plaine de l'est du Colorado (partie de High Plains et des Grandes Plaines)
- Colorado Front Range (partie du Front Range Urban Corridor)
- Ceinture minérale du Colorado (partie des montagnes Rocheuses du Sud)
- Colorado Piémont (contient des parties du corridor urbain de Front Range et des hautes plaines)
- Pente ouest du Colorado (partie des montagnes Rocheuses du Sud et du plateau du Colorado)
- Denver-Aurora Metropolitan Area (partie du Front Range Urban Corridor)
- Hautes Rocheuses (partie des montagnes Rocheuses du Sud)
- Nord-ouest du Colorado (partie des montagnes Rocheuses du Sud)
- Vallée de San Luis
- Centre-sud du Colorado (partie du couloir urbain Front Range)
- Sud-ouest du Colorado (partie des montagnes Rocheuses du Sud et du plateau du Colorado)

### Connecticut

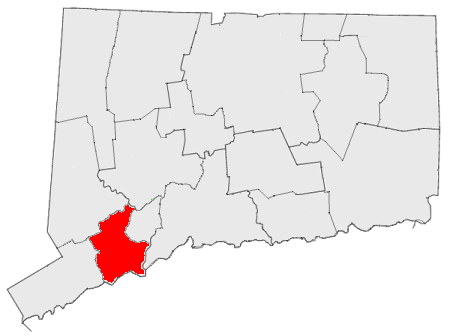
La région de Greater Bridgeport est située dans d'autres régions du Connecticut officiellement reconnues avec les gouvernements régionaux.

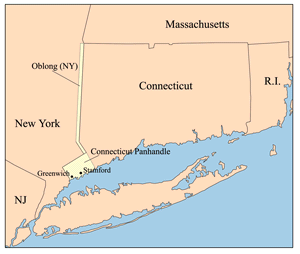
La Connecticut Panhandle et "The Oblong".

Dans le Connecticut, il y a 14 régions officielles, chacune avec un gouvernement régional qui sert en l'absence de gouvernement de comté dans cet état américain. Il existe également bon nombre de régions non officielles dans le Connecticut sans gouvernement régional.
- Vallée centrale de Naugatuck
- Connecticut côtier
- Connecticut panhandle
- Greater Bridgeport
- Greater New Haven
- Greater Hartford
- Housatonic Valley (partagé avec le Massachusetts)
- Litchfield Hills
- Vallée de la rivière Connecticut inférieure
- Vallée de la rivière Naugatuck
- Zone métropolitaine de New York / Gold Coast
- Sud-est du Connecticut
- Connecticut occidental

### Dakota du Nord
- Badlands
- Escarpement du Missouri
- Corridor de la rivière Missouri
- Vallée de la rivière Rouge

### Dakota du Sud

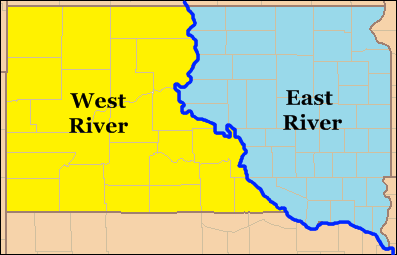
Dakota du Sud
East River et West River

- East River et West River, séparées par la rivière Missouri
- Badlands
- Black Hills
- Coteau des Prairies

### Delaware
« Upstate » ou « Up North »
- La vallée du Delaware, également connue sous le nom de « au-dessus du canal » (« Above the Canal » , se référant au canal Chesapeake et Delaware)

Slower Lower (« Plus lent plus bas »)
- Région du Cap
- Centre du Kent
- Côte du Delaware

### Floride
Régions directionnelles :
- Centre de la Floride
- Nord de la Floride
- Nord-Ouest de la Floride
- Centre-Nord de la Floride
- Nord-Est de la Floride
- Sud de la Floride
- Sud-Ouest de la Floride

Régions vernaculaires locales :
- Big Bend
- Côte d'émeraude
- Première côte (First Coast)
- Heartland de la Floride
- Keys de la Floride
- Panhandle de la Floride
- Côte oubliée (Forgotten Coast)
- Glades (Clairières)
- Gold Coast (Côte d'or)

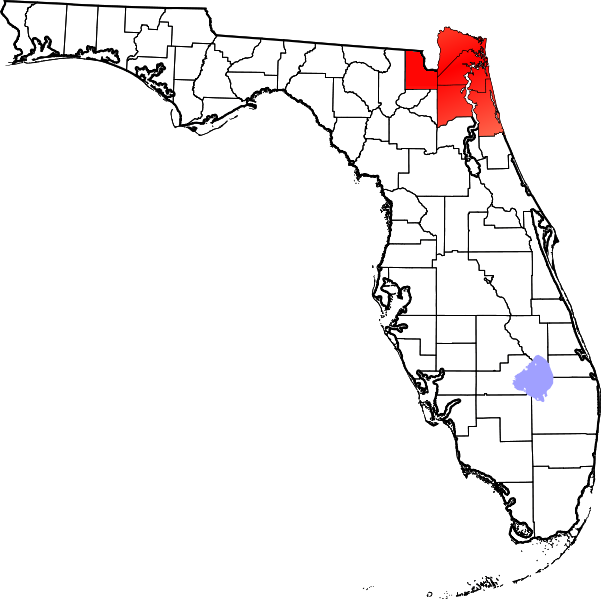
La Première côte (the First Coast)

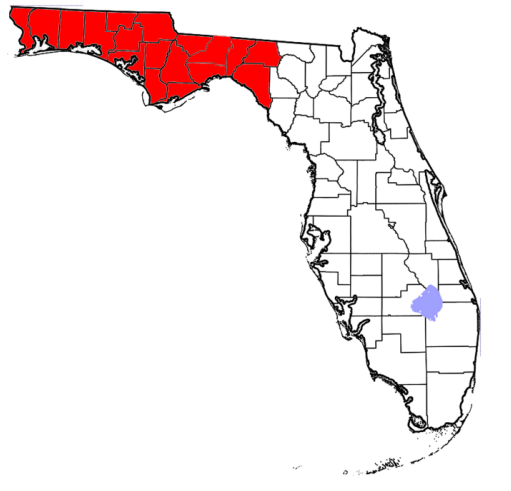
La Florida Panhandle

- Région de Halifax (également Surf Coast et Fun Coast)
- Red Hills
- Nature Coast
- Space Coast
- Suncoast
- Région de Tampa Bay
- Treasure Coast (Côte du trésor)

### Géorgie
- Région métropolitaine d'Atlanta
- Centre de la Géorgie
- Zone centrale de la rivière Savannah
- Colonial Coast
- Îles d'or de la Géorgie
- Sud historique
- Nord de la Géorgie
- Montagnes du Nord de la Géorgie (Nord-Est de la Géorgie)
- Southern Rivers (Rivières du Sud)
- Sud-Est de la Géorgie
- Région de Wiregrass

#### Régions physiographiques
- Plateau des Appalaches
- Montagnes Blue Ridge
- Plaine côtière
- Piémont
- Appalaches de Crête et Vallée

### Guam
- Île Cocos
- Guam (île principale)
  - Ritidian Point
  - Tumon

### Hawaï
- Hawaiʻi Island (Big Island)
  - Côte Hamakua
  - Désert de Kaʻū
  - Côte de Kohala
  - Côte de Kona
  - Mauna Kea
  - District de Puna
  - Waiākea-Uka
- Kahoʻolawe
- Kauaʻi
  - Côte de Nā Pali
- Kaʻula
- Lānai
- Maui
  - Haleakalā
  - Molokini
  - West Maui Mountains
    - Vallée d'Iao
- Molokaʻi
  - Péninsule de Kalaupapa
- Niʻihau
  - Lehua

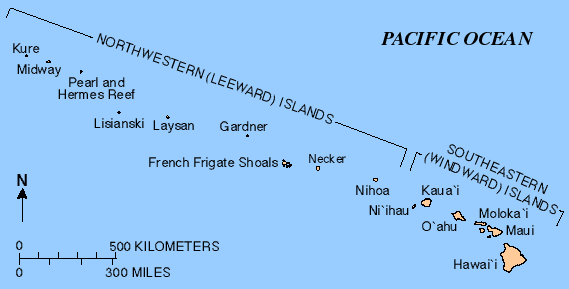
Archipel hawaïen

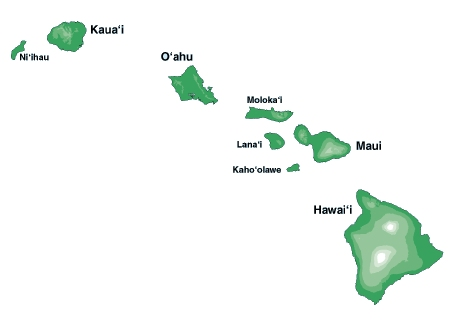
Îles hawaïennes principales

- Îles hawaïennes du nord-ouest [note 3]
  - Nihoa (Moku Manu)
  - Île Necker (Mokumanamana)
  - Banc de sable de la Frégate française
  - Gardner Pinnacles (Pūhāhonu)
  - Récif de Maro (Nalukākala)
  - Laysan (Kauō)
  - Lisianski (Papaāpoho)
  - Perle et Hermes (Holoikauaua)
  - Atoll de Kure (Mokupāpapa)
- Oʻahu
  - Kaʻena Point
  - Makapuʻu
  - la côte Nord
  - Waikīkī

### Idaho

La panhandle de l'Idaho

- Centre de l'Idaho
- Est de l'Idaho
- Panhandle de l'Idaho
- Magic Valley
- Centre-Nord de l'Idaho
- Palouse Hills
- Sud de l'Idaho
- Sud-Ouest de l'Idaho
- Treasure Valley

### Illinois
- American Bottom
- Centre de l'Illinois

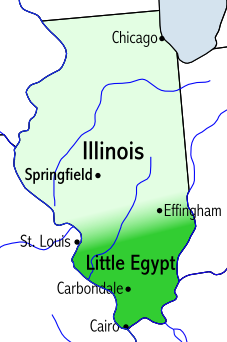
Le sud de l'Illinois est également connu sous le nom de « Little Egypt ».

- Zone métropolitaine de Champaign – Urbana
- Région métropolitaine de Chicago
- Driftless Area (en)
- Forgottonia
- Fox Valley
- Metro-East
- Metro Lakeland
- Tract militaire de 1812 (en) (Military Tract of 1812)
- Plaine alluviale du Mississippi
- Côte Nord
- Nord de l'Illinois
- Nord-Ouest de l'Illinois
- Peoria, région métropolitaine de l'Illinois
- Quad Cities
- River Bend (lit de la rivière)
- Vallée de la rivière Rock
- Shawnee Hills
- Sud de l'Illinois (parfois, Little Egypt)
- Streatorland
- Zone des trois États
- Vallée de Wabash

### Indiana

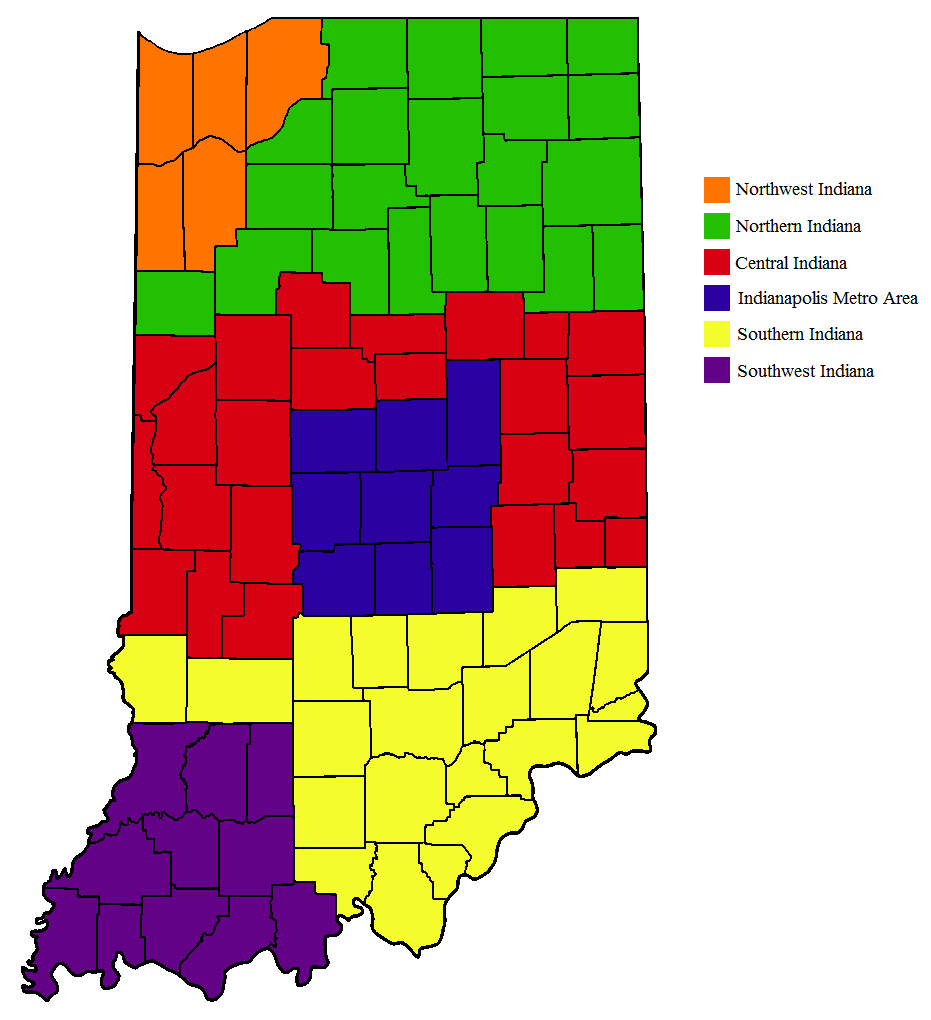
Régions de l'Indiana.

- Centre de l'Indiana
- Zone métropolitaine d'Indianapolis
- Michiana
- Nord de l'Indiana
- Nord-Ouest de l'Indiana
- Sud de l'Indiana
- Sud-ouest de l'Indiana
- Vallée de Wabash

### Iowa
- Coteau des Prairies

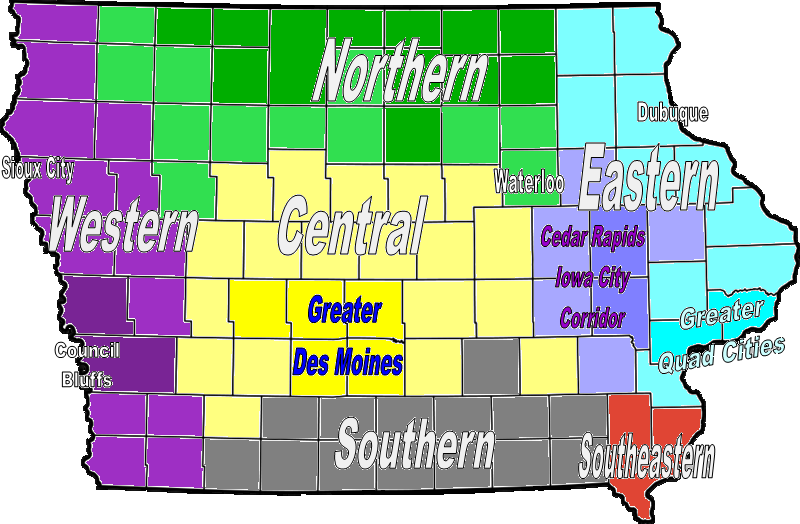
Régions de l'Iowa.

- Région métropolitaine de Des Moines
- Dissected Till Plains (en)
- Driftless Area (en)
- Great River Road
- Honey Lands
- Grands Lacs de l'Iowa
- Loess Hills
- Région métropolitaine d'Omaha – Council Bluffs
- Quad Cities
- Siouxland

### Kansas
- Centre-Est du Kansas
- Flint Hills
- Hautes Plaines
- Zone métropolitaine de Kansas City
- Centre-Nord du Kansas
- Plaines d'Osage
- Ozarks
- Red Hills
- Piste de Santa Fe (Sante Fe Trail)
- Smoky Hills
- Sud-Est du Kansas

### Kentucky
- The Bluegrass
- Plateau de Cumberland ou champ de charbon de l'Est
- Achat de Jackson
- Kentucky Bend
- The Knobs (Les boutons)
- Nord du Kentucky
- Plateau Pennyroyal
- Champ de charbon de l'Ouest

### Louisiane
- Acadiana
- Cajun Heartland
- River Parishes (en)
- Centre de la Louisiane (Cen-La)
- Paroisses de la Floride

Une carte des régions de la Louisiane.

- « Louisiane française » (Acadiana + Greater New Orleans)
- La Nouvelle-Orléans
- Nord de la Louisiane

### Maine
- Acadie
- Down East
- High Peaks / Maine Highlands
- Désert de Cent-Mile
- Vallée de Kennebec
- Maine Highlands
- Maine Lake Country
- Maine North Woods
- Mid Coast
- Baie de Penobscot
- Côte sud du Maine
- Montagnes de l'ouest du Maine

### Maryland

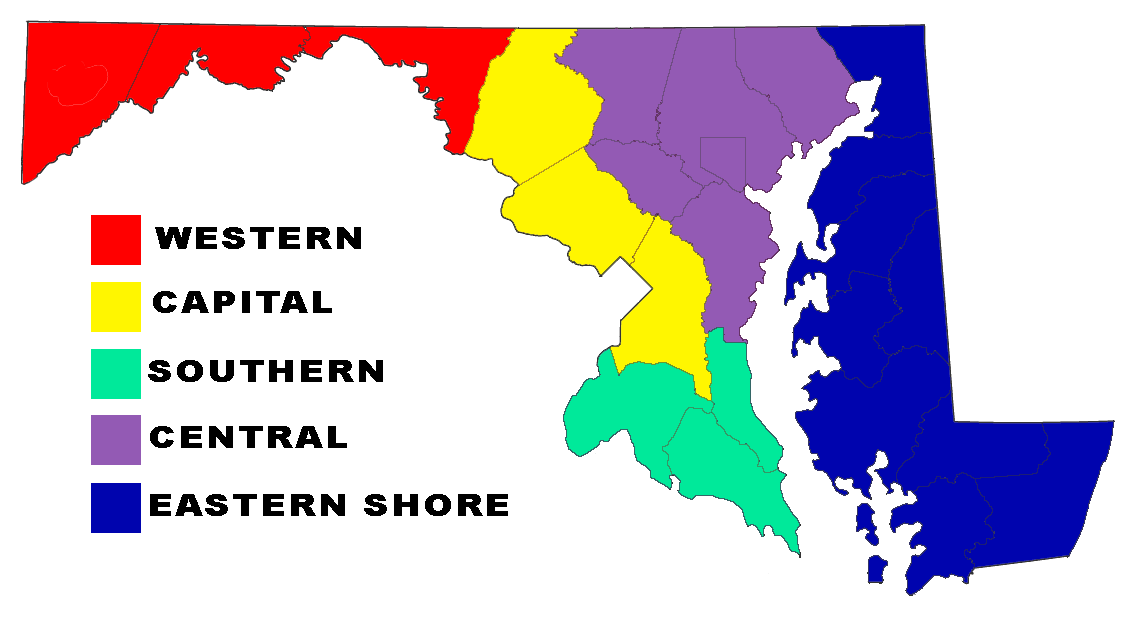
Régions du Maryland.

- Région métropolitaine de Baltimore-Washington
- Région Capitale
- Baie de Chesapeake
- Rive Est du Maryland
- Vallée de Patapsco
- Sud du Maryland
- Ouest du Maryland
- Rive Ouest du Maryland

Régions partagées avec d'autres États :
- Montagnes Allegheny
- Plaine côtière atlantique
- Montagnes Blue Ridge
- Vallée de Cumberland
- Vallée du Delaware
- La péninsule de Delmarva se compose de la côte est du Maryland et de la Virginie et de tout le Delaware
- Piedmont (États-Unis)
- Appalaches de la crête et de la vallée

### Massachusetts
- Ouest du Massachusetts

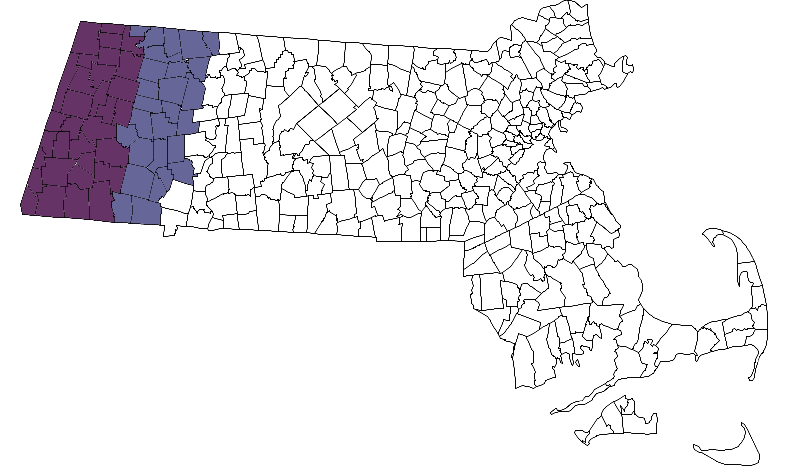
La région du Berkshire du Massachusetts.

  - Les Berkshires (indiquées sur la carte)
  - Vallée Housatonic
  - Pioneer Valley
  - Vallée de la rivière Quabbin-Swift
- Centre du Massachusetts
  - MetroWest
  - Comté de Montachusett-North
  - Comté Sud
  - Vallée de la rivière Blackstone
- Nord-est du Massachusetts
  - la côte Nord
    - Vallée de Merrimack
    - Cap Ann

  - Grand Boston
- Sud-Est du Massachusetts
  - Cape Cod et les îles
    - Cape Cod
    - Le vignoble de Martha
    - Nantucket

  - Côte sud
  - rive sud

### Michigan

Régions du Michigan.

#### Péninsule inférieure
- Nord du Michigan
  - Région de Traverse Bay
  - Secteur des détroits
- Centre du Michigan
  - The Thumb (Le pouce)
  - Région de Bluewater
  - Tri-Cities
  - Région Capitale
- Ouest du Michigan
  - Sud-Ouest du Michigan
  - Michiana
  - Région de Grand Rapids
- Sud-Est du Michigan
  - Détroit métropole

#### Péninsule supérieure
- Copper Countret (Pays du cuivre)
  - Île de cuivre
- Péninsule supérieure centrale
  - Couloir US 41
- Péninsule supérieure orientale
  - Secteur des détroits
  - Soo Area

### Minnesota

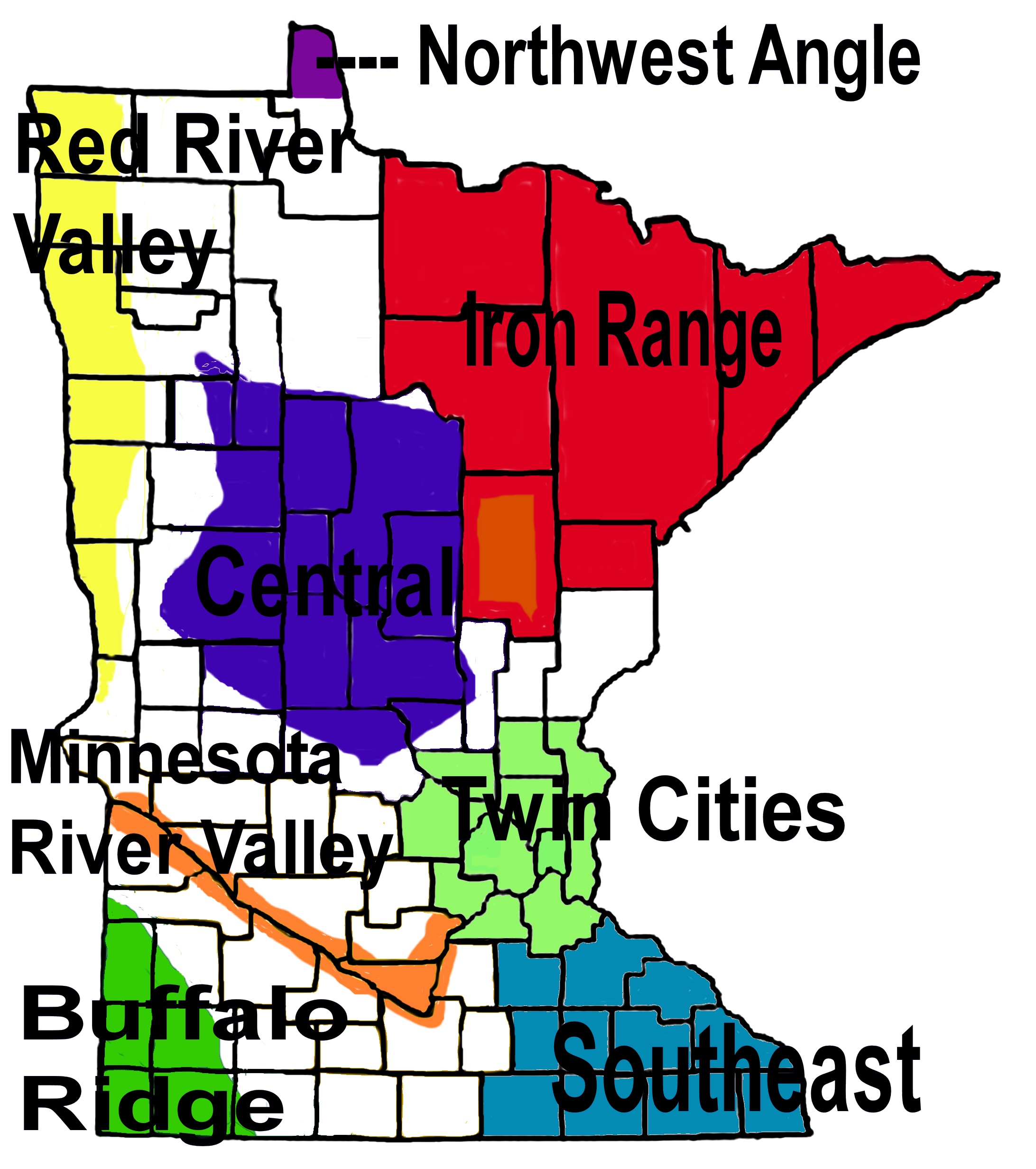
Régions du Minnesota.

- Région de pointe de flèche
- Eaux limitrophes
- Buffalo Ridge
- Centre du Minnesota
- Région de Coulee
- Iron Range
- Vallée de la rivière Minnesota
- Côte Nord
- Angle Nord-Ouest
- Région de Pipestone
- Vallée de la rivière Rouge
- Sud-Est du Minnesota
- Twin Cities Metro

### Mississippi
- Plaine alluviale du Mississippi
- Plaine de la côte est du golfe du Mississippi
- Natchez Trace

### Missouri
- Boonslick
- Bootheel
- Plaines de till disséquées

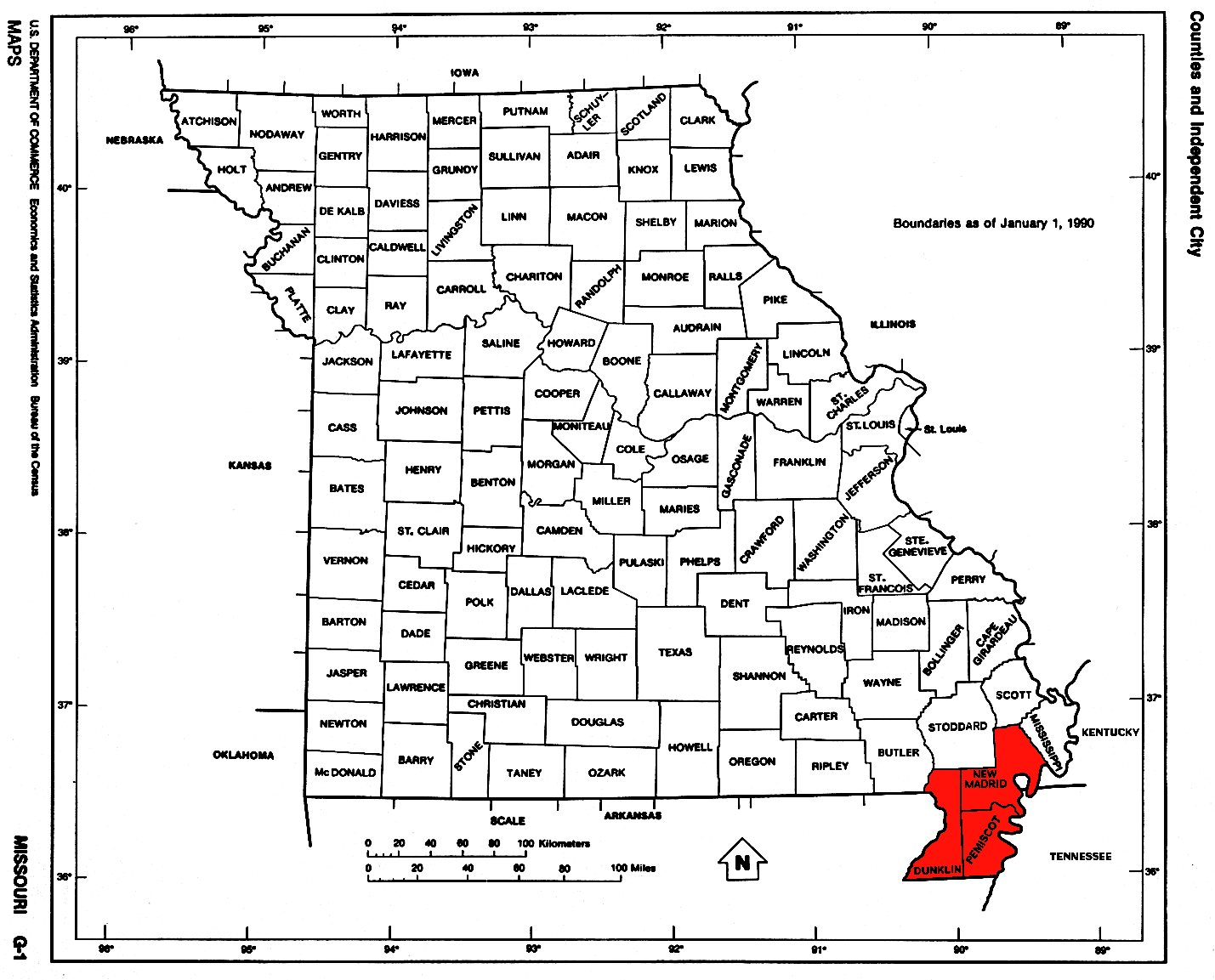
Le Missouri Bootheel.

- Zone métropolitaine de Kansas City
- Ceinture de plomb
- Little Dixie
- Ozarks
- Achat de Platte
- Région métropolitaine de St. Louis

### Montana
- Monts Big Horn
- Est du Montana
- The Flathead (La tête plate)
- Glacier Country (Pays des glaciers)
- Parc national des Glaciers
- Désignations régionales du Montana
- Centre-sud du Montana
- Sud-ouest du Montana
- Deux médicaments
- Ouest du Montana
- le parc national de Yellowstone

### Nebraska

La panhandle du Nebraska.

- Panhandle du Nebraska
- Nord-Ouest du Nebraska
- Pine Ridge
- Rainwater Basin (en)
- Sand Hills
- Sud-Est du Nebraska
- Centre-Sud du Nebraska
- Wildcat Hills

### Nevada
- Désert de Black Rock
- Lac Tahoe
- Vallée de Las Vegas
- Désert des Mojaves
- Vallée de Pahranagat
- Sierra Nevada

### New Hampshire
- Vallée de la rivière Connecticut
- Région de Dartmouth-Lake Sunapee (chevauche la vallée de la rivière Connecticut)
- Région de Great North Woods
- Région des lacs
- Vallée de Merrimack
  - Triangle d'or
- Région de Monadnock (chevauche la vallée de la rivière Connecticut)
- Région de la côte maritime
- Montagnes Blanches

### New Jersey
- Nord du New Jersey
  - Skylands
    - Amwell Valley
    - Black Dirt Region (partagé avec New York)
    - Great Valley
      - Ceinture de neige du comté de Sussex

    - Plateau Hunterdon
    - Appalaches de la crête et de la vallée
    - hauts plateaux
    - Somerset Hills
    - Les Sourlands

  - passerelle
    - Côte chimique / Soundshore
    - Hudson Waterfront
      - North Hudson

    - Meadowlands
    - Pascack Valley
    - Raritan Bayshore
    - Hudson Ouest
- Centre du New Jersey
  - Bayshore
  - Jersey Shore
  - Région côtière
- Sud du New Jersey
  - Région côtière
    - Pointe du Nord
      - Riviera irlandaise

    - Pine Barrens

  - Vallée du Delaware
    - Pines Barrens
    - Les Sourlands

  - Rive sud
    - Cape May
    - The Glades (Les Clairières)
    - Tri Cities (Bridgeton, Millville, Vineland)
    - Ceinture agricole des trois comtés (Tri-County Farm Belt)

  - Greater Atlantic City
    - Pine Barrens (New_Jersey) (en)
    - Corridor central Région Piémont

### Nouveau Mexique
- Centre du Nouveau-Mexique
- Est du Nouveau-Mexique
- Bootheel du Nouveau Mexique
- Nord du Nouveau-Mexique

### New York
- Downstate New York 
  - Zone métropolitaine de New York

Régions de l'État de New York telles que définies par le Département du développement économique de l'État de New York
1. Ouest de New York - comtés : Niagara, Érié, Chautauqua, Cattaraugus, Allegany
2. Finger Lakes - comtés : Orléans, Genesee, Wyoming, Monroe, Livingston, Wayne, Ontario, Yates, Seneca
3. Niveau sud - comtés : Steuben, Schuyler, Chemung, Tompkins, Tioga, Chenango, Broome, Delaware
4. Centre de New York - comtés : Cortland, Cayuga, Onondaga, Oswego, Madison
5. North Country - comtés : Saint-Laurent, Lewis, Jefferson, Hamilton, Essex, Clinton, Franklin
6. Mohawk Valley - comtés : Oneida, Herkimer, Fulton, Montgomery, Otsego, Schoharie
7. District de la capitale - comtés : Albany, Columbia, Greene, Warren, Washington, Saratoga, Schenectady, Rensselaer
8. Vallée de l'Hudson - comtés : Sullivan, Ulster, Dutchess, Orange, Putnam, Rockland, Westchester
9. New York City - comtés (boroughs) : New York (Manhattan), Bronx (Bronx), Queens (Queens), Kings (Brooklyn), Richmond (Staten Island)
10. Long Island - comtés : Nassau, Suffolk

  - Les cinq arrondissements de la ville de New York
  - Long Island
    - Comté de Nassau
    - Comté de Suffolk
    - Les Hamptons
    - North Shore (Long Island) (en) (Gold Coast)
    - South Shore (Long Island)

  - Comté de Westchester
  - Comté de Rockland
  - Comté de Putnam
- New York
  - Couloir du canal Érié
    - Système de canaux de l'État de New York
    - Sentier du canal de l'État de New York

  - Ouest de New York
    - Holland Purchase (en) (Achat Hollande)
    - Burned-over district

  - Finger Lakes
  - Leatherstocking Country (en) (maintenant la région du centre de New York)
  - Centre de New York
    - Central New York Military Tract (en)
    - Phelps et Gorham Purchase
    - Région métropolitaine de Syracuse

  - Mohawk Valley
  - Southern Tier (en)
  - District de la capitale
  - North Country, New York (en)
    - Montagnes des Adirondacks
      - Parc Adirondack

    - Ski country (en)
    - Mille îles
    - Tug Hill

  - Montagnes Catskill
    - Ceinture Borscht

  - Vallé de l'Hudson
    - Shawangunk Ridge
    - Black Dirt Region (partagé avec le New Jersey)

### Îles Mariannes du Nord

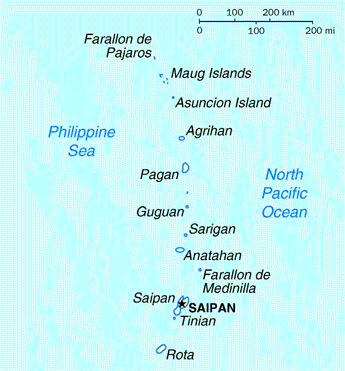
Îles Mariannes du Nord

- Îles du Nord
  - Alamagan
  - Anatahan
  - Agrihan
  - Île d'Asuncion
  - Farallon de Medinilla
  - Farallon de Pajaros
  - Guguan
  - Îles Maug
  - Païen
  - Sarigan
- Rota
- Saipan
- Tinian

### Ohio
- Plateau d'Allegheny
- Appalachian Ohio

The area roughly covered by the Great Black Swamp

- Région métropolitaine de Cincinnati-Nord du Kentucky
- Columbus, région métropolitaine de l'Ohio
- Connecticut Western Reserve (région historique, aujourd'hui disparue)
- Great Black Swamp (partagé avec l'Indiana)
- Îles du lac Érié
- Vallée de la Miami
- Nord-est de l'Ohio (souvent utilisé de manière interchangeable avec Greater Cleveland, mais comprend également les comtés d'Ashtabula, Portage, Summit, Trumbull, Mahoning et Columbiana).
- Nord-Ouest de l'Ohio

### Oklahoma

La panhandle de l'Oklahoma

- Centre de l'Oklahoma
- Cherokee Outlet
- Green Country (Oklahoma) (en)
- Pays Choctaw
- Little Dixie
- Nord-Ouest de l'Oklahoma
- Panhandle de l'Oklahoma
- Centre Sud de l'Oklahoma
- Sud-Ouest de l'Oklahoma

### Oregon

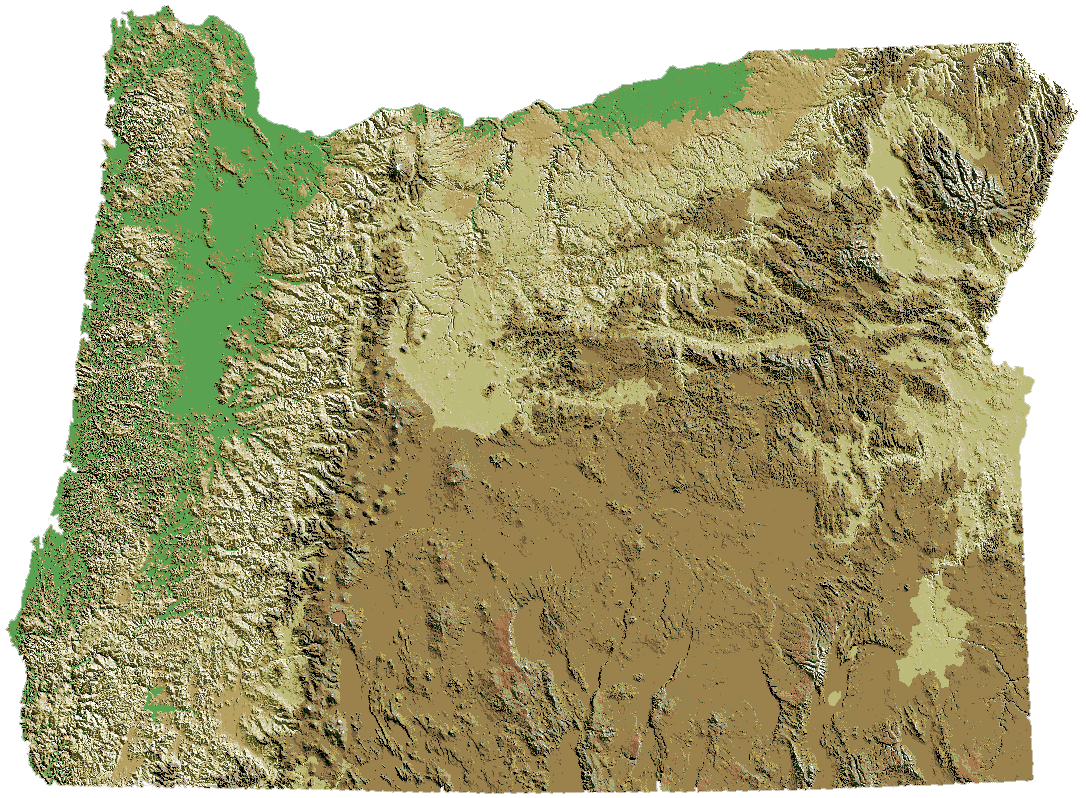
Topographie de l'Oregon.

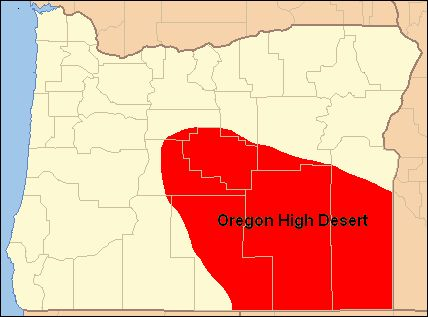
Haut désert de l'Oregon.

- Chaîne des Cascades
- Centre de l'Oregon
- Plateau du Columbia
- Columbia River
- Gorge de la Columbia River
- Est de l'Oregon
- Vallée du lac Goose
- Bassin de Harney
- Haut Désert
- Vallée de la rivière Hood
- Couloir du mont Hood
- Nord-Ouest de l'Oregon
- Côte de l'Oregon
- Palouse
- Région métropolitaine de Portland
- Rogue Valley
- Sud de l'Oregon
- Treasure Valley
- Vallée de Tualatin
- Warner Valley
- Ouest de l'Oregon
- Vallée de la Willamette

### Pennsylvanie
- Forêt nationale d'Allegheny
- Région du Charbon (Coal Region)
- Vallée de Cumberland
- Vallée du Delaware
- Dutch Country (« pays néerlandais »)
- Endless_Mountains (en)
- Région des Highlands
- Laurel Highlands
- Vallée de Lehigh
- Main Line
- Northern Tier (Pennsylvania) (en)
- Nord-Est de la Pennsylvanie
- Région du Nord-Ouest
- Région métropolitaine de Pittsburgh
- Les Poconos
- Centre-Sud de la Pennsylvanie (en)
- Vallée de Susquehanna
- Ouest de la Pennsylvanie
- Vallée du Wyoming (région métropolitaine de Scranton / Wilkes-Barre)

### Porto Rico

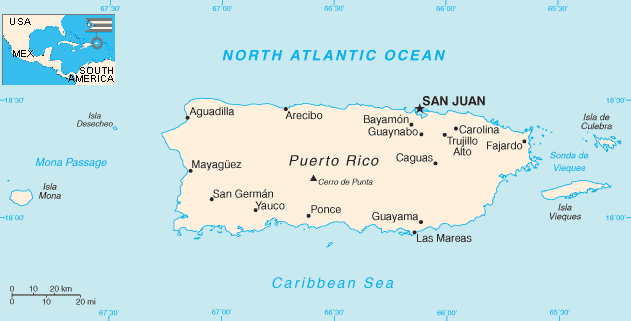
Porto Rico

- Caja de Muertos
- Culebra
- Île Desecheo
- Isla de Mona
- Puerto Rico (île principale)
  - Cordillera Central
  - El Yunque
- Vieques

### Rhode Island
- Vallée de Blackstone
- Block Island
- Baie Est
- Baie ouest
- Comté sud

### Samoa américaines

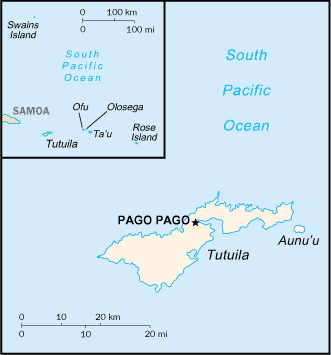
Samoa américaines

- Îles Manu'a
  - Ofu-Olosega
  - Ta‘ū
- Atoll Rose
- Île Swains [note 4]
- Tutuila et Aunu'u

### Tennessee
- Est du Tennessee
- Milieu du Tennessee (en)
- Ouest du Tennessee (en)
- Autres distinctions géographiques :
  - Highland Rim (en)
  - Bassin de Nashville (en)
  - Vallée du Tennessee

### Texas
- Vallée de Brazos (en)
- Centre du Texas
  - Prairies de Blackland

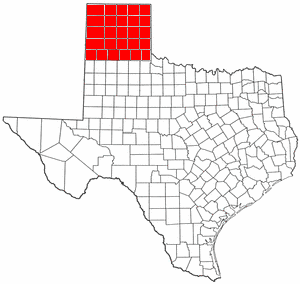
La panhandle du Texas.

  - Texas Hill Country (pays des Collines)
- Côte du Golfe
  - Baie de Galveston
  - Grand Houston
- Est du Texas
  - Piney Woods et le Nord-Est du Texas
- Nord du Texas
  - Dallas - Fort Worth Metroplex
  - Texoma (en) (nom valise, région partagée avec l'Oklahoma)
- Sud du Texas
  - Mission Country (pays de la Mission)
  - Vallée de Rio Grande
- Sud-Est du Texas
  - Triangle d'or (en)
  - Grand Houston
- Texas Midwest / West-Central Texas (comprend Abilene, San Angelo, Brownwood, Texas)
- Triangle texan (ou Texas Triangle, ou encore Texaplex, de Houston à San Antonio et Dallas-Fort Worth)
- Ouest du Texas
  - Concho Valley
  - Plateau d'Edwards
  - Llano Estacado (une partie du nord-ouest du Texas)
  - Bassin permien (Permian Basin)
  - South Plains (en) (plaines du Sud, comprend 24 comtés au sud de la Panhandle du Texas et au nord du Bassin permien)
  - Panhandle du Texas (voir carte)
  - Trans-Pecos
  - Grandes Plaines (partie texane des Grandes Plaines)

### Utah
- Vallée Cache
- Plateau du Colorado
- Gamelle
- Grand désert du lac salé
- Désert des Mojaves
- Houle de San Rafael
- Sud-est de l'Utah
- Sud-ouest de l'Utah
- Montagnes Uinta
- Wasatch Back
- Wasatch Front
- Gamme Wasatch

### Vermont
- Région métropolitaine de Burlington
- Vallée de Champlain
- Green Moutains
- Mount Mansfield
- Northeast Kingdom

### Îles Vierges
- Sainte-Croix
- Saint Jean
- Saint Thomas
- les îles mineures des îles Vierges américaines

### Virginie

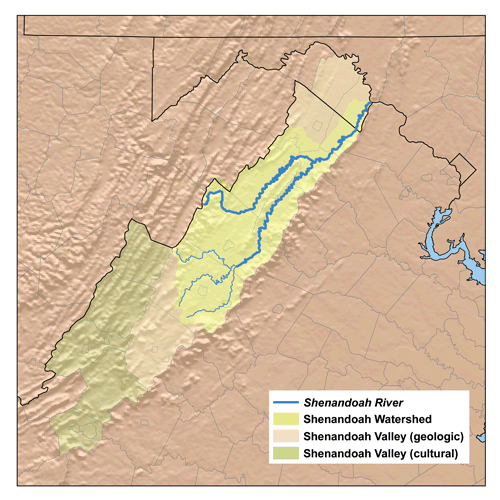
Une carte de la vallée de Shenandoah

- Côte Est
- Hampton Roads
- Triangle historique
- Région piémontaise de Virginie
- Northern Neck
- Nord de la Virginie
- Région du Grand Richmond
- Vallée de Shenandoah
- South Hampton Roads
- Southside Virginia
- Sud-Ouest de la Virginie
- Tidewater
- Tri-Cities
- Péninsule de la Virginie

### Washington
- Centre de Washington
- Plateau du Columbia
- Est de Washington
- Péninsule de Kitsap
- Péninsule de Long Beach
- Pays de l'Okanagan
- Montagnes Olympiques
- Péninsule Olympique
- Puget Sound
- Montagnes Rocheuses
- Îles San Juan
- Vallée de Skagit
- Sud-Ouest de Washington
- Tri-Cities
- Vallée de Walla Walla
- Ouest de Washington
- Vallée de Yakima

### Virginie-Occidentale
- Panhandle orientale
- Centre-Nord de la Virginie-Occidentale
- Panhandle du Nord de la Virginie-Occidentale
- Potomac Highlands
- Sud de la Virginie-Occidentale

### Wisconsin

Le Wisconsin peut être divisé en cinq régions géographiques.
- Plaine centrale
- Eastern Ridges and Lowlands (en) (Crêtes et basses terres de l'Est)
- Basses terres du lac Supérieur
- Northern Highland
- Western Upland (en) (Hautes terres occidentales)

### Wyoming
- Bassin de Bighorn
- Pays de la Powder River

### Îles mineures éloignées des États-Unis

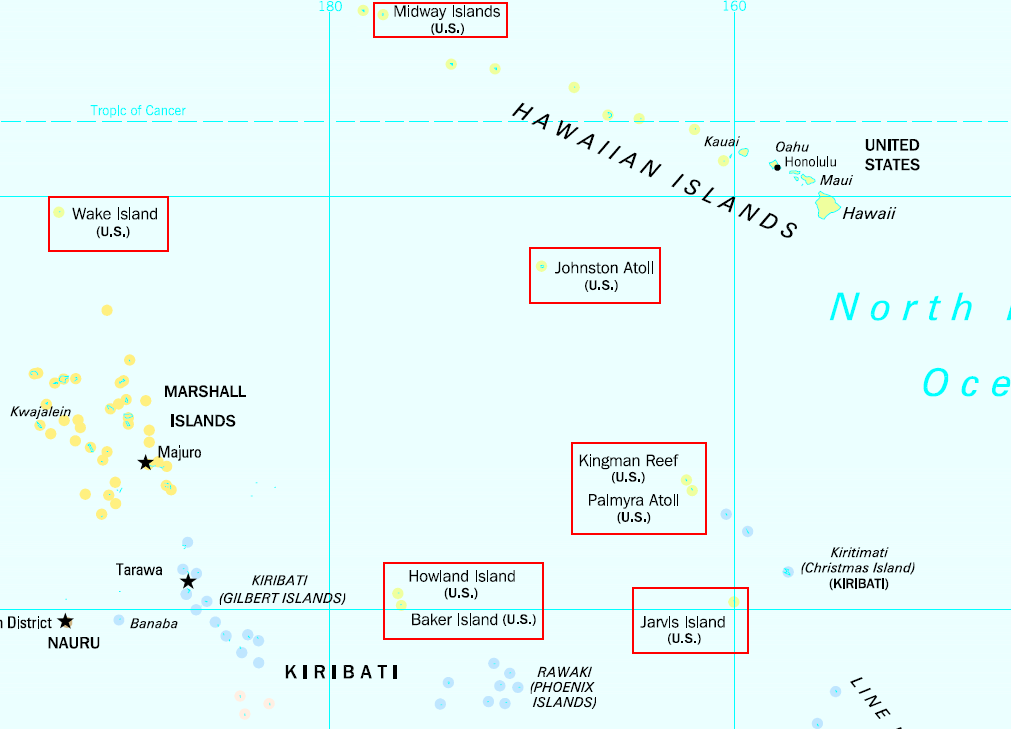
Les îles mineures éloignées des États-Unis (l'île de Navassa n'est pas sur la carte)

- Île Baker
- Île Howland
- Île Jarvis
- Île Johnston
- Récif Kingman
- Îles Midway
- Île de la Navasse [note 5]
- Atoll Palmyra
- Wake [note 6]

## Autres listes régionales

Régions des Boy Scouts d'Amérique en 1992

Régions des Boy Scouts d'Amérique
- Région centrale
- Région Nord-Est
- Région Sud
- Région de l'ouest